# Sant Lluc (Apostolat d'Almadrones)
Sant Lluc és una obra d'El Greco, realitzada entre 1608 i 1614, que formava part de l'apostolat de l'església d'Almadrones.
Durant l'última etapa de la seva vida, el Greco va tenir un paper important en la popularització d'un tipus de conjunt pictòric anomenat "Apostolat". Un Apostolat complet comprèn tretze imatges, dotze de les quals representen els Apòstols, i una altra representa Crist com a Salvator Mundi. L'Apostolat d'Almadrones és un conjunt incomplet de nou imatges, originàriament a l'església parroquial d'Almadrones, un petit poble de la província de Guadalajara. L'església va ser greument danyada durant la Guerra Civil espanyola. Les pintures van ser retirades per a la seva custòdia, i finalment venudes a diverses col·leccions.

## Anàlisi
- Pintura a l'oli sobre llenç; 72x 55 cm.; 1608-14; Museu d'Art d'Indianápolis, Indianápolis.
- A la part baixa esquerra del llibre, hi apareixen les inicials delta i theta, a manera de signatura.

Lluc (evangelista) està girat a l'esquerra de l'espectador, mentre que en l'apostolat de la Catedral de Toledo i en el del Marquès de San Feliz, la seva posició és frontal. Porta un llibre tancat i un pinzell, i vesteix una túnica verda i un mantell groc, l'execució de les quals és mediocre.